# Планкенфельс
Планкенфельс (нім. Plankenfels) — громада в Німеччині, розташована в землі Баварія. Підпорядковується адміністративному округу Верхня Франконія. Входить до складу району Байройт. Складова частина об'єднання громад Гольфельд.
Площа — 14,01 км2. Населення становить 870 ос. (станом на 31 грудня 2020).